# Towarzystwo Naukowe Prakseologii
Towarzystwo Naukowe Prakseologii (ang. Learned Society of Praxiology) jest organizacją społeczną, krzewiącą wiedzę i popularyzującą naukę w obszarze prakseologii i związanymi dziedzinami pokrewnymi: zarządzaniem, etyką biznesu i społeczną odpowiedzialnością przedsiębiorstw.

## Powstanie i działalność
Założycielskie Walne Zebranie Członków Towarzystwa Naukowego Prakseologii (TNP) odbyło się 8 listopada 1990 roku, na którym prezesem Zarządu Głównego TNP został wybrany prof. dr hab. Wojciech Gasparski. Sto lat wcześniej Alfred V. Espinas opublikował artykuł pt. Les origines de la technologie, w którym po raz pierwszy pojawił się termin „prakseologia” i została zarysowana koncepcja tak nazwanej dyscypliny badawczej. Twórcą polskiej prakseologii jest prof. Tadeusz Kotarbiński, który w 1913 roku wygłosił odczyt i opublikował jego treść pt. Cel czynu a zadania wykonawcy w pracy pt. Szkice praktyczne. Prakseologia – według określenia prof. T. Kotarbińskiego – jest metodologią ogólną. Na bazie podstawowych pojęć i dyrektyw praktycznych dotyczących sprawnego działania, sformułowanych przez profesora, rozwijała się, jako niższy szczebel teoretyczny prakseologii – prakseologiczna teoria organizacji. Towarzystwo uczestniczyło w pracach związanych z edycją Dzieł Wszystkich Tadeusza Kotarbińskiego, obejmującą całość spuścizny pisarskiej twórcy prakseologii.
Towarzystwo Naukowe Prakseologii skupia się na rozwijaniu i upowszechnianiu prakseologii, ale także dziedzin pokrewnych. Do przedsięwzięć naukowych należy zaliczyć konferencje na temat prakseologicznych i etycznych aspektów wybranych zjawisk społecznych oraz comiesięczne seminaria poświęcone głównie etyce biznesu, ale ściśle korespondujące z zarządzaniem. Pod patronatem TNP odbywały się cykliczne interdyscyplinarne seminaria Wirtualnej Organizacji Działań. Od 2001 r. TNP uczestniczy w corocznych Festiwalach Nauki, organizowanych przez PAN.
Począwszy od 2015 roku wydawany jest półrocznik Prakseologia i Zarządzanie. Zeszyty Naukowe TNP (www.zntnp.pl). Transaction Publisher (New Brunswick, USA), wspólnie z TNP, wydało 25 tomów rocznika Praxiology: The International Annual of Practical Philosophy and Methodology, w języku angielskim (New Brunswick – London). Członkowie władz TNP uczestniczyli także w wydawaniu rocznika PAN Prakseologia.
TNP poświęcało dużo uwagi etyce biznesu, jako przedmiotowi nauczania we wszystkich uczelniach ekonomicznych. TNP nie propagowało własnych programów nauczania, ale umożliwiało wymianę doświadczeń w tym zakresie.
Od 1994 r. ogólnopolskie seminaria etyki biznesu organizował IFiS PAN oraz ZG TNP, przy udziale Akademii L. Koźmińskiego; prowadzone są one do chwili obecnej.
Członkowie Towarzystwa aktywnie uczestniczą w konferencjach naukowych i seminariach. Prowadzona jest także współpraca międzynarodowa (www.prakseologia.eu).
Towarzystwo Naukowe Prakseologii działa jako stowarzyszenie od 1990 roku.

## Członkowie i władze TNP
Organami statutowymi Towarzystwa są: Zarząd Główny, Komisja Rewizyjna i Sąd Koleżeński.
Członkowie dzielą się na: członków zwyczajnych, członków zagranicznych, członków wspierających, członków honorowych.
Członkami Towarzystwa jest ponad 30 profesorów, a także praktycy gospodarki.

## Współpraca ze środowiskiem
ZG TNP realizuje umowy o współpracy z Polskim Towarzystwem Ekonomicznym, Związkiem Banków Polskich, Instytutem Filozofii i Socjologii PAN, Szkołą Główną Handlową, Wyższą Szkołą Humanitas, Instytutem Orgmasz.
Kontynuowana jest współpraca z Radą Towarzystw Naukowych (pod patronatem PAN).

## Źródła
1. Banajski R. 150 tomów „Prakseologii”, Prakseologia, PAN, nr 150/2010
2. Banajski R., Działalność Towarzystwa Naukowego Prakseologii na rzecz rozwoju infrastruktury etycznej w polskim biznesie, w: Towarzystwa naukowe w Polsce – dziedzictwo, kultura, nauka, trwanie, TOM 1, Red. Z. Kruszewski, Warszawa 2013
3. Gasparski W. W. Konferencja w 25-lecie Towarzystwa Naukowego Prakseologii. W ślad za Tadeuszem Kotarbińskim, Prakseologia i Zarządzanie, 2/2015
4. History of Learned Society of Praxiology in Poland, www.prakseologia.eu, [dostęp 2022-11-01]
5. Sprawozdanie z działalności Zarządu Głównego TNP za 2021 rok, Prakseologia, PAN, nr 163/2021
6. Towarzystwo Naukowe Prakseologii, www.tnp.edu.pl, [dostęp 2022-11-01]
7. Wykaz ważniejszych publikacji członków ZG TNP z 2019 r., Prakseologia, PAN, nr 162/2020